# رأس العصفور
رَأْس العُصْفُور أو الحَبَق البرِّيّ (باللاتينية: Clinopodium vulgare) نوع نباتي يتبع جنس الظِلِّيَّة من الفصيلة الشفوية.